# Tleilax
Tleilax  je fiktivní planeta z románové série Duna Franka Herberta. Je jedinou planetou v soustavě Thalim. 

## Přírodní podmínky
O planetě není příliš mnoho známo, protože je obývána Tleilaxany, malými lidmi s našedlou kůží a zašpičatělými zuby, kteří mají silnou nedůvěru k cizincům, jež považují za "póvindá", kacíře - Tleilaxané jsou náboženští fanatici. Hlavním městem planety je Bandalong, strohé a neupravené město, prakticky jediné místo, na nějž se mohou cizinci dostat. Mentat Thufir Hawat, který město navštívil, se domníval, že jeho prostý vzhled je záměrný - má v cizincích vzbudit nepříjemné pocity, aby svou návštěvu planety zkrátili na minimum. 
Na planetě se nacházejí genetické laboratoře, jejichž produktem jsou mimo jiné "křiví" mentati, gholové (klony vypěstované ze zemřelých) a slepřové, ohavní všežraví tvorové, užívaní k likvidaci odpadků, jejichž maso je v Impériu vyhlášenou pochoutkou. 

## Historie
V době Služebnického Džihádu nebyl Tleilax (tehdy se ještě nazýval Tlulax) součástí Ligy vznešených, patřil mezi nepřipojené planety. Tlulaxané však dodávali Lize otroky a náhradní orgány, údajně produkt jejich genetických manipulací, "orgánových farem". Pro jejich spolupráci s Ligou se začalo vážně uvažovat o jejich začlenění do Ligy, to ale selhalo, když Xavier Harkonnen při návštěvě planety odhalil, že náhradní orgány jsou ve skutečnosti odebírány otrokům, zajatým na svobodných planetách. 
To rozvířilo značnou nenávist vůči Tlulaxanům, takže se jejich planeta uzavřela a už navždy k nim obyvatelé Impéria měli silnou nedůvěru. Planeta se po celou dobu trvání Impéria prakticky nezměnila až do období Kapituly: Duna, kdy byly všechny tleilaxanské planety včetně Tleilaxu dobyty Ctěnými matre a téměř všichni Tleilaxané byli popraveni. Na konci Lovců Duny získalo Tleilax pod svou správu spojené Sesterstvo Bene Gesseritu a Ctěných matre. 